# Gotthard Minus
Gotthard Minus (* 1810 in Mitau, Kurland; † 1876) war ein deutsch-baltischer Kaufmann und Münzsammler.
Minus war nach Tätigkeit als Kaufmann in St. Petersburg und Moskau seit 1856 in Riga ansässig. Hier trug er eine bedeutende Sammlung von Münzen der baltischen Gebiete zusammen, die im November 1874 zusammen mit der Sammlung Adolph Preiss in Wien versteigert wurde.